# Alexandre-Théodore Brongniart
Alexandre-Théodore Brongniart (Parigi, 15 febbraio 1739 – Parigi, 6 giugno 1813) è stato un architetto francese, esponente di primo piano della corrente neoclassica.

## Biografia
Alla sua formazione contribuirono gli insegnamenti di Jacques-François Blondel.
Nel 1765 intraprese la sua attività indipendente con la costruzione di un teatro a Caen e di un hôtel parigino, oggi entrambi distrutti. Lavorò all'Hôtel de Condé e si occupò anche di alcune case private, dove applicò un Neoclassicismo leggero.
Più severo appare il chiostro del Liceo Condorcet, allora monastero dei Cappuccini, caratterizzato da un intercolonnio dorico ispirato ai templi di Paestum.
Nei primi anni dell'Ottocento si occupò del cimitero parigino di Père-Lachaise, basato sullo schema dei giardini inglesi.
Sua ultima opera importante fu il palazzo della Borsa di Parigi, un edificio in Stile Impero i cui lavori cominciarono nel 1807. Il palazzo fu però alterato a seguito dell'ampliamento del 1895.
Suo figlio, Alexandre Brongniart fu un importante chimico, geologo e zoologo, mentre suo nipote, Adolphe Théodore Brongniart, fu un celebre botanico ed è considerato il padre della paleobotanica.